# Roi de pique
Le roi de pique est une carte à jouer.

## Caractéristiques
Le roi de pique fait partie des jeux de cartes utilisant les enseignes françaises. En France, on le retrouve dans les jeux de 32 cartes, de 52 cartes et de tarot. Un roi et un pique, il s'agit d'une figure.
De façon générale, le roi de pique est la plus forte carte des piques ou suit immédiatement l'as de pique ; à la belote, au pinochle (en), au soixante-six et autres jeux du même genre, l'as et le dix de pique sont plus forts que le roi. La carte précède la dame de pique dans les jeux aux enseignes françaises, l'Ober de pique dans les jeux aux enseignes allemandes.
Dans les variétés régionales de jeux de cartes, l'équivalent du roi de pique est le roi d'épée (enseignes latines), de feuille  (enseignes allemandes, Grünkönig) ou de bouclier (enseignes suisses, Schiltekönig).

## Représentations
Comme les autres figures, le roi de pique représente un personnage, typiquement un homme en costume associé à l'Europe des XVIe et XVIIe siècles et portant barbe, moustache et couronne. Les représentations régionales du roi de pique, si elles sont relativement similaires, diffèrent néanmoins significativement sur les détails.
Dans les cartes vendues en France, le roi de pique est un homme à la barbe et aux cheveux blancs descendant sur la nuque. Son visage est légèrement tourné vers la gauche de la carte. Ses habits sont rouges, noirs, bleus et or. Il tient un sceptre dans sa main droite ; sous celle-ci, une harpe. Les figures des cartes françaises sont à portrait double, symétriques par rapport à la diagonale, et le roi de pique suit cette représentation. 
Dans les cartes anglaises, souvent utilisées au poker, le visage du roi de pique est tourné vers la droite. Ses habits sont rouges, jaunes et noirs. Il tient une épée verticalement dans sa main gauche.
Les cartes allemandes utilisant les enseignes françaises représentent le roi le visage légèrement tourné vers la gauche de la carte ; sa main gauche tient verticalement un sceptre, sa main droite est posée sur sa poitrine.
Les cartes italiennes faisant usage des enseignes françaises représentent le roi de pique de diverses façons. Dans les jeux génois et piémontais, il ressemble fortement au portrait français. Le jeu lombard le représente complètement de profil, vers la gauche, tenant un sceptre dans sa main droite. En Toscane, il est représenté en pied avec un habit blanc et vert ; sa main gauche est posée sur sa ceinture, sa main droite tient un sceptre ; il ne porte pas de barbe.
Si la variante indique la valeur des cartes dans les coins, celle du roi de pique est reprise en noir par l'initiale du mot dans la langue correspondante (« R » pour « roi » en français, « K » pour König en allemand et « king » en anglais, « К » pour « Король » en russe, etc.).
De façon unique, chacune des figures des cartes françaises porte un nom, inscrit dans un coin, dont l'origine et la signification sont incertaines,. Le roi de pique est appelé « David », possible référence au héros biblique David (comme pour les trois autres rois, une iconographie qui pourrait être issue du thème des Neuf Preux). La représentation d'une harpe sur la carte pourrait confirmer cette attribution.

Roi de pique, jeu de bridge.
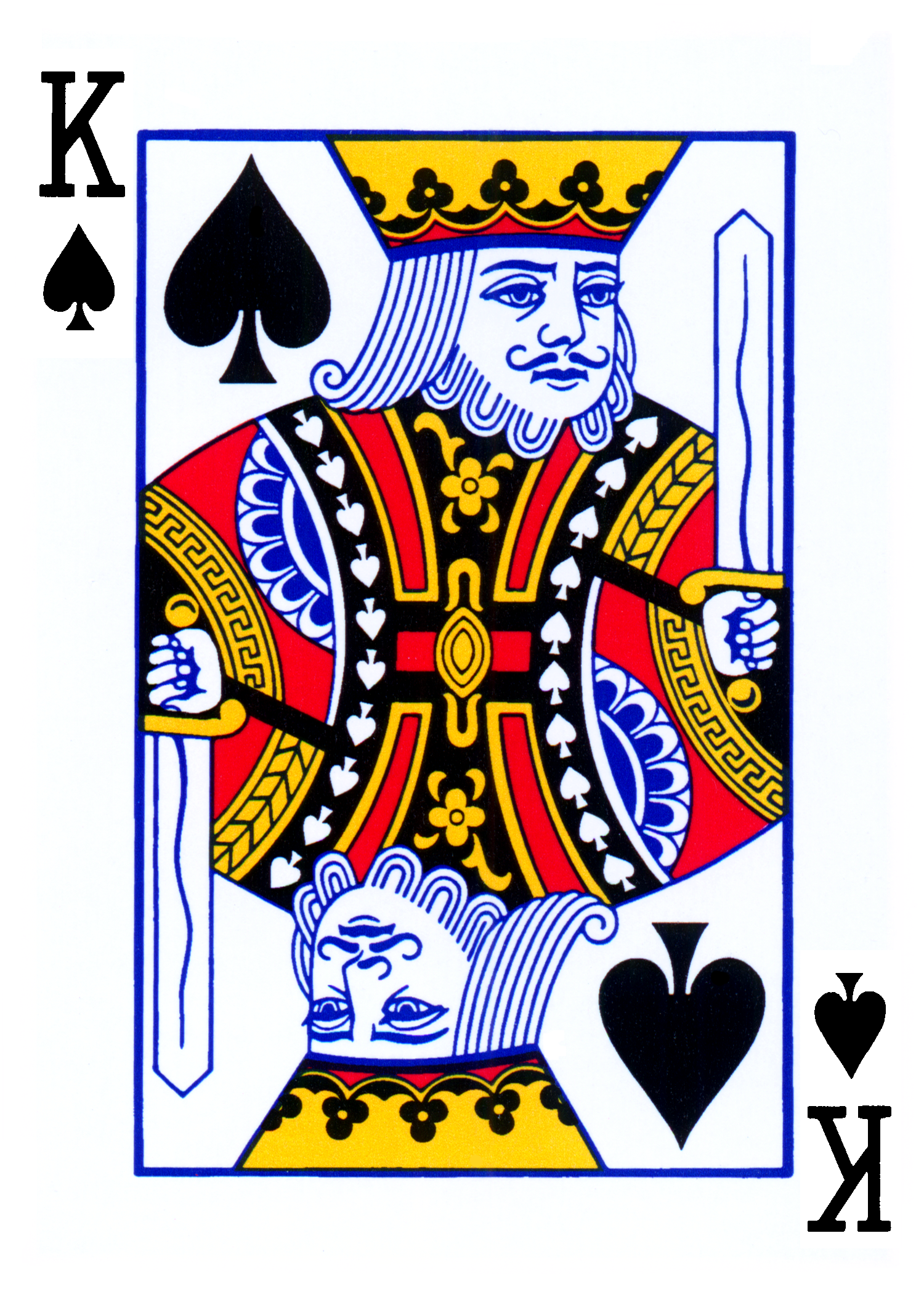
Roi de pique, portrait anglais, jeu de poker.
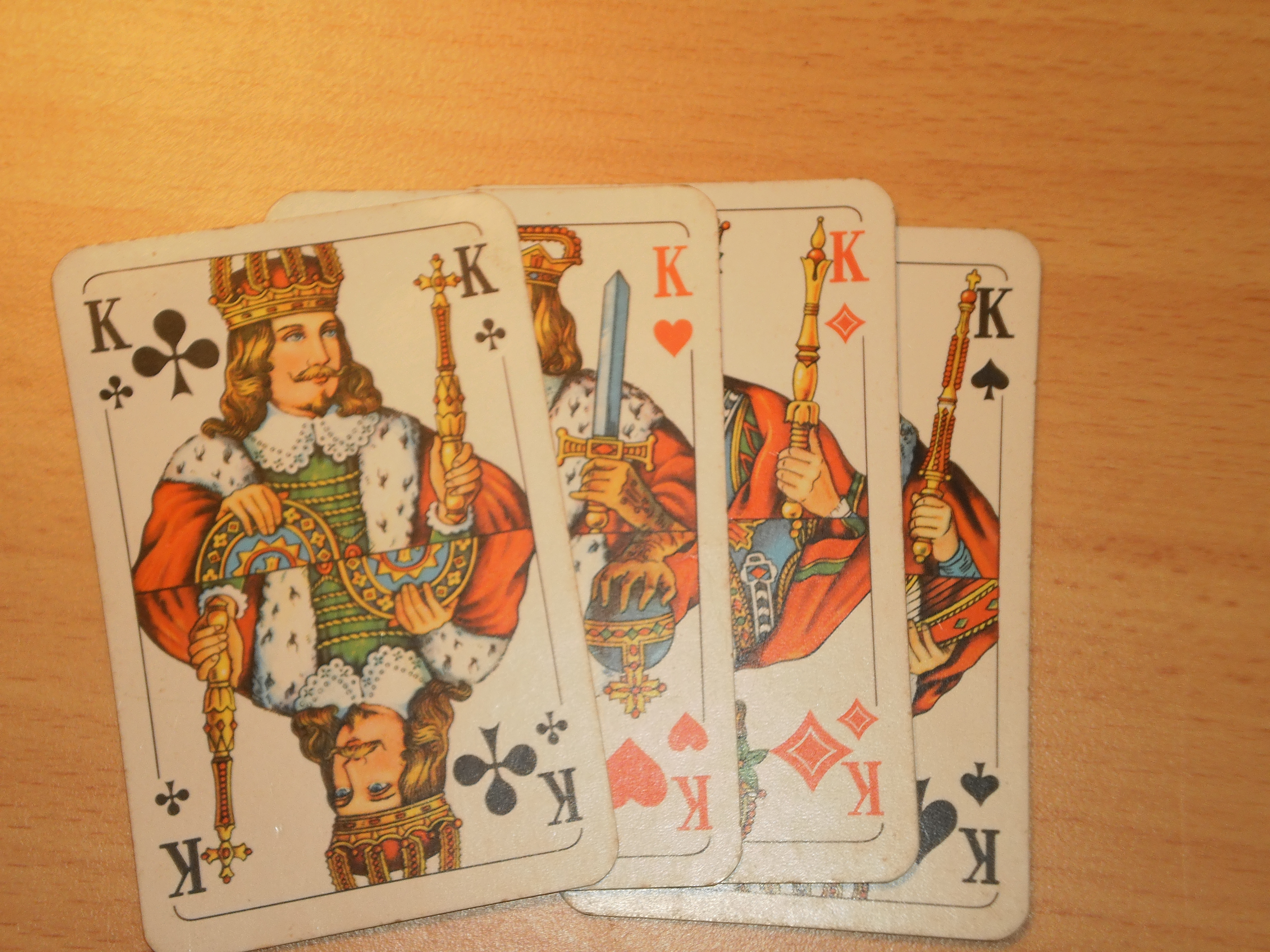
Quatre rois, portrait allemand, jeu de Skat.
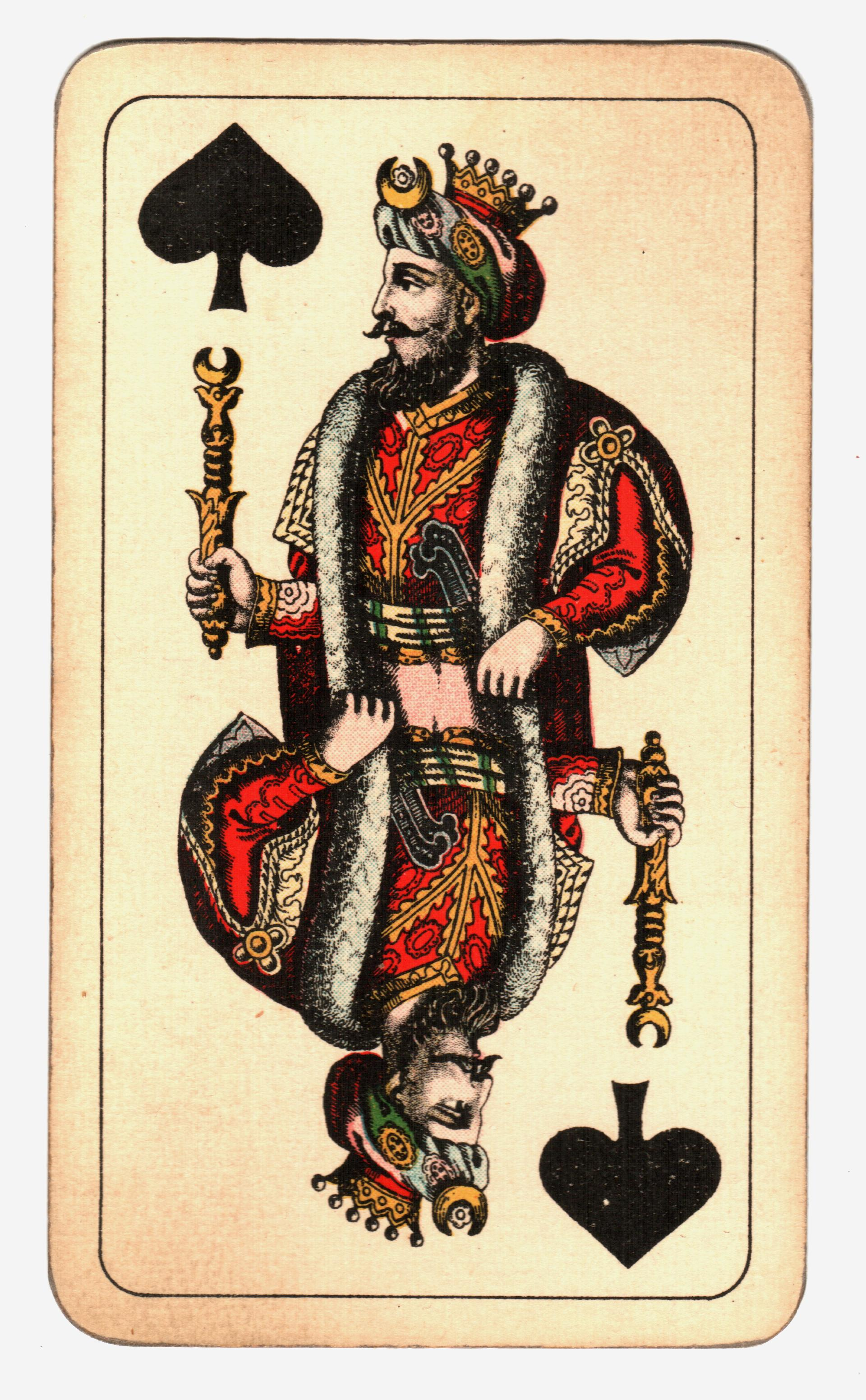
Roi de pique, portrait hongrois.
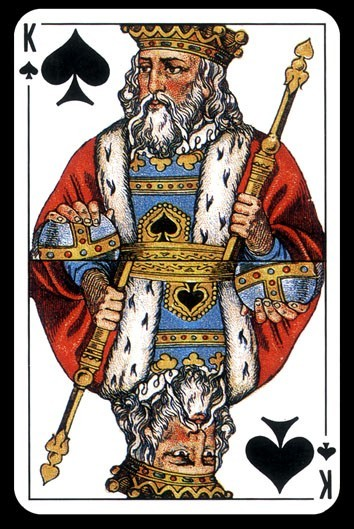
Roi de pique, portrait russe.

## Historique
Les premières cartes à jouer éditées en Europe ne comportent aucune des enseignes rencontrées dans les jeux français contemporains. Les enseignes latines (bâtons, deniers, épées et coupes) sont probablement adaptées des jeux de cartes provenant du monde musulman,. Les enseignes françaises sont introduites par les cartiers français à la fin du XVe siècle, probablement par adaptation des enseignes germaniques (glands, grelots, feuilles et cœurs). Les enseignes françaises procèdent d'une simplification des enseignes précédentes, permettant une reproduction plus aisée (et donc un moindre coût de fabrication). L'enseigne de pique pourrait trouver son origine dans celle de feuille dans les enseignes germaniques, débarrassée de ses détails. Le passage de l'épée des enseignes latines à la feuille des enseignes germaniques pourrait quant à elle provenir d'une altération de la poignée de ces premières.
Les figures des premiers jeux de cartes européens sont le roi, le cavalier et le valet ou fantassin (« fante » en italien). Si ces deux dernières figures diffèrent, suivant les variétés régionales, le roi est généralement conservé.
En France, sous la Terreur (1793-1794), les rois sont remplacées par des génies. La carte correspondant au roi de pique personnifie ainsi les arts.

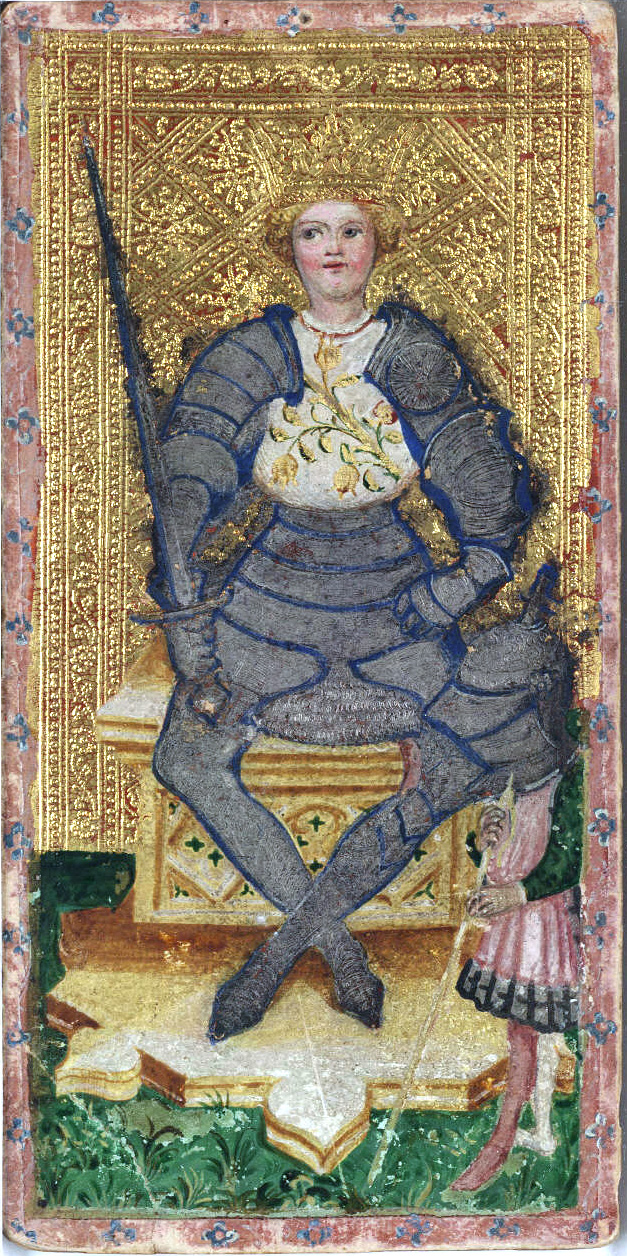
Roi d'épée, tarot Visconti-Sforza, XVe siècle
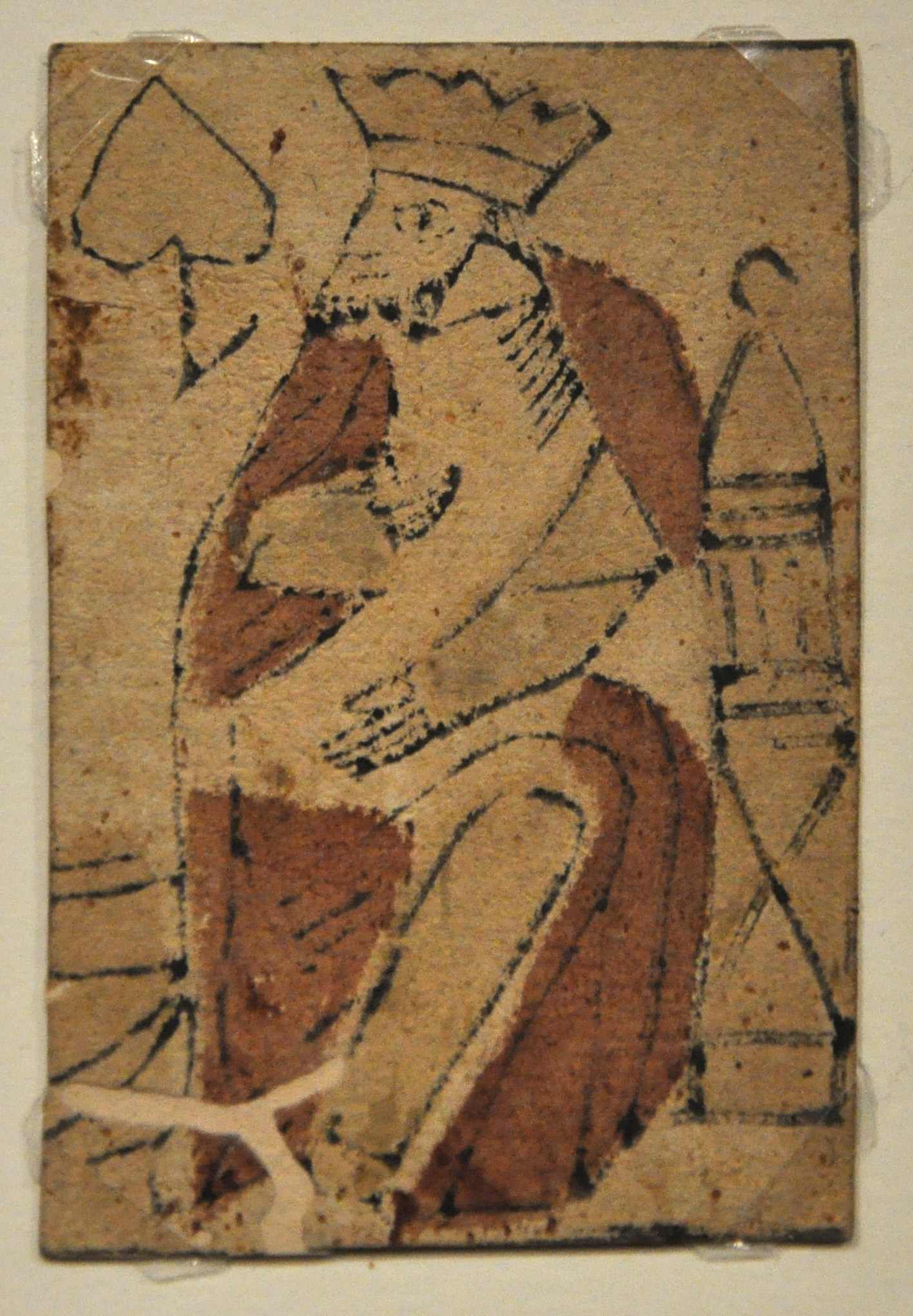
Roi de feuille
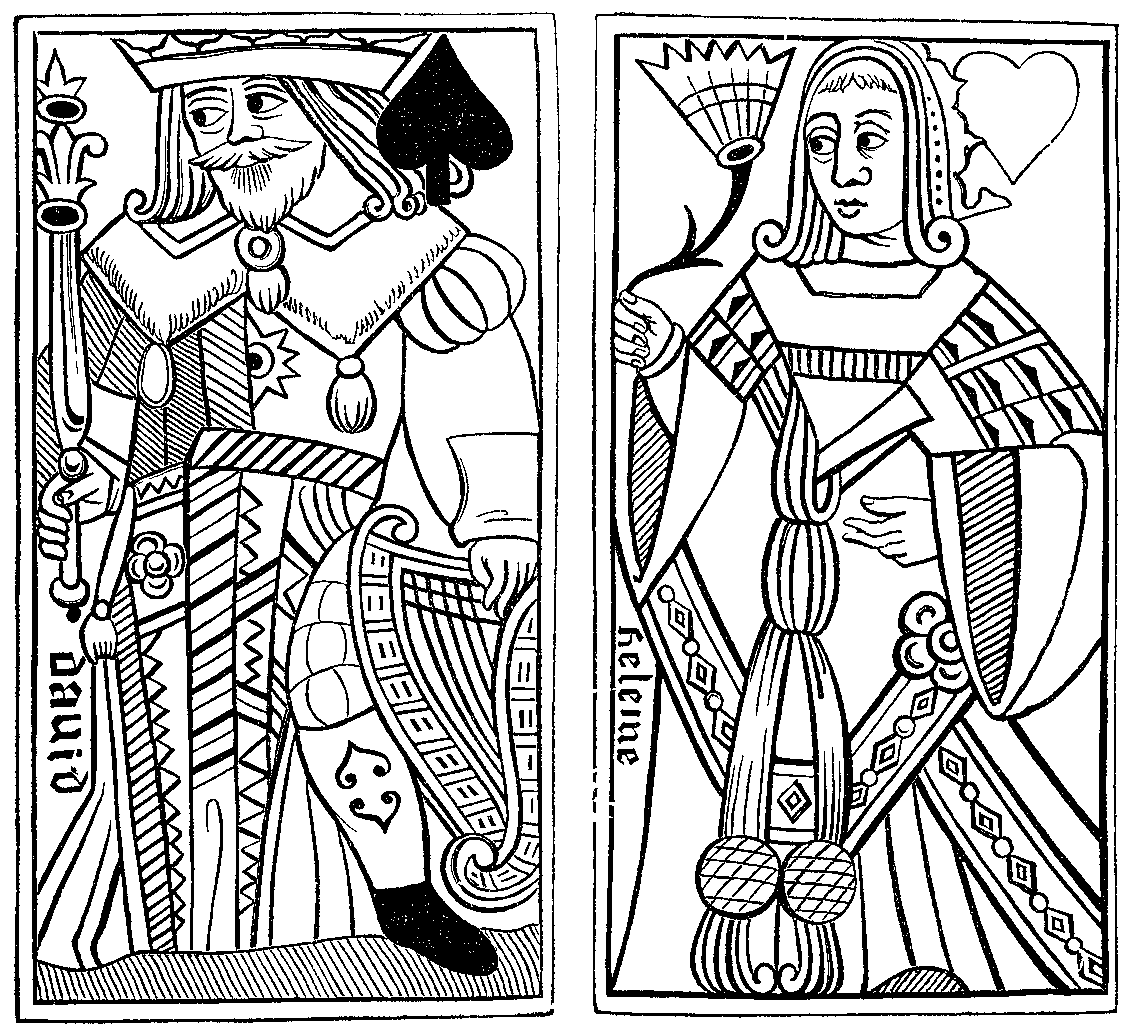
Roi de pique et dame de cœur, début du  XVIe siècle.
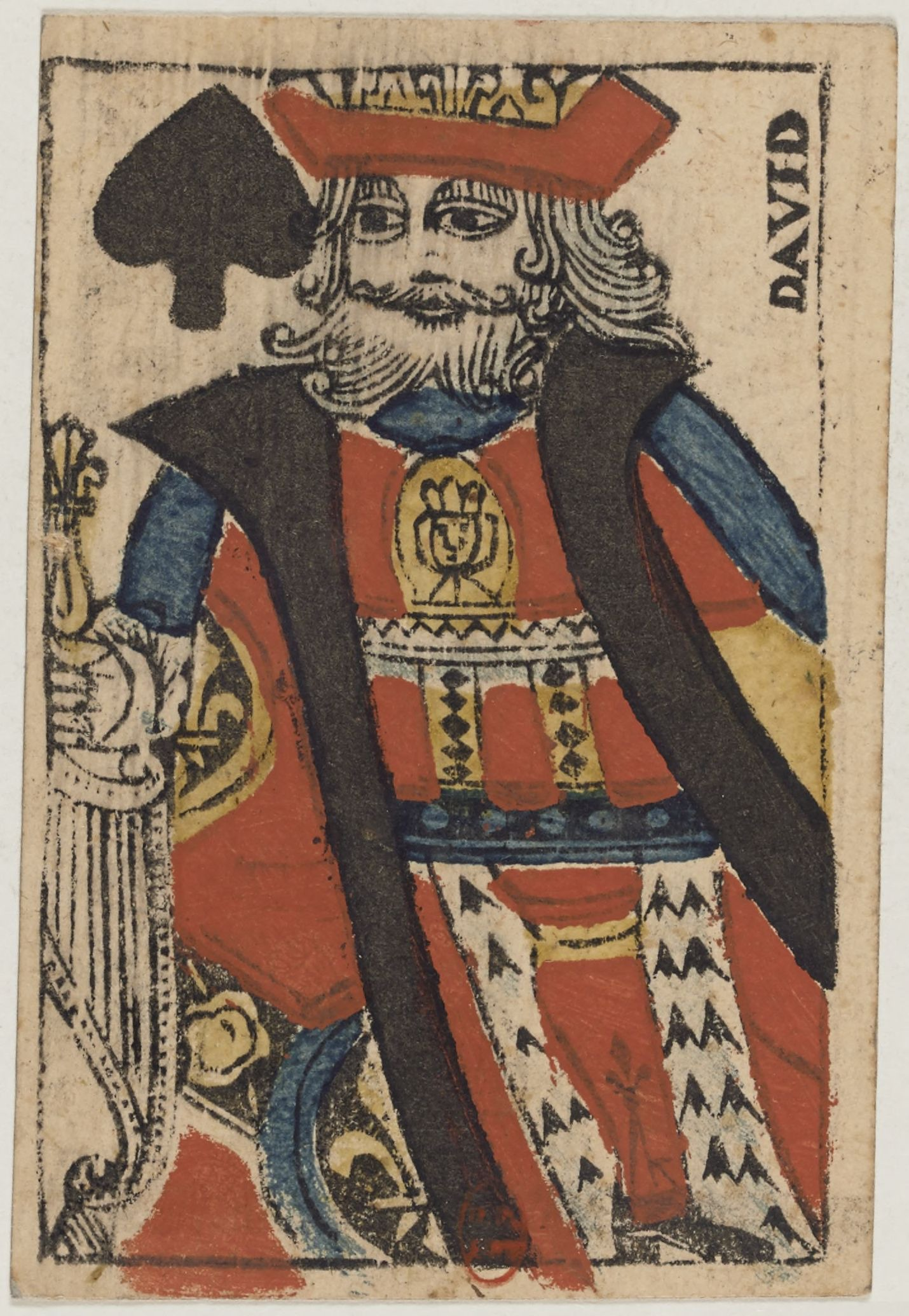
Portrait de Paris, 1740-1751
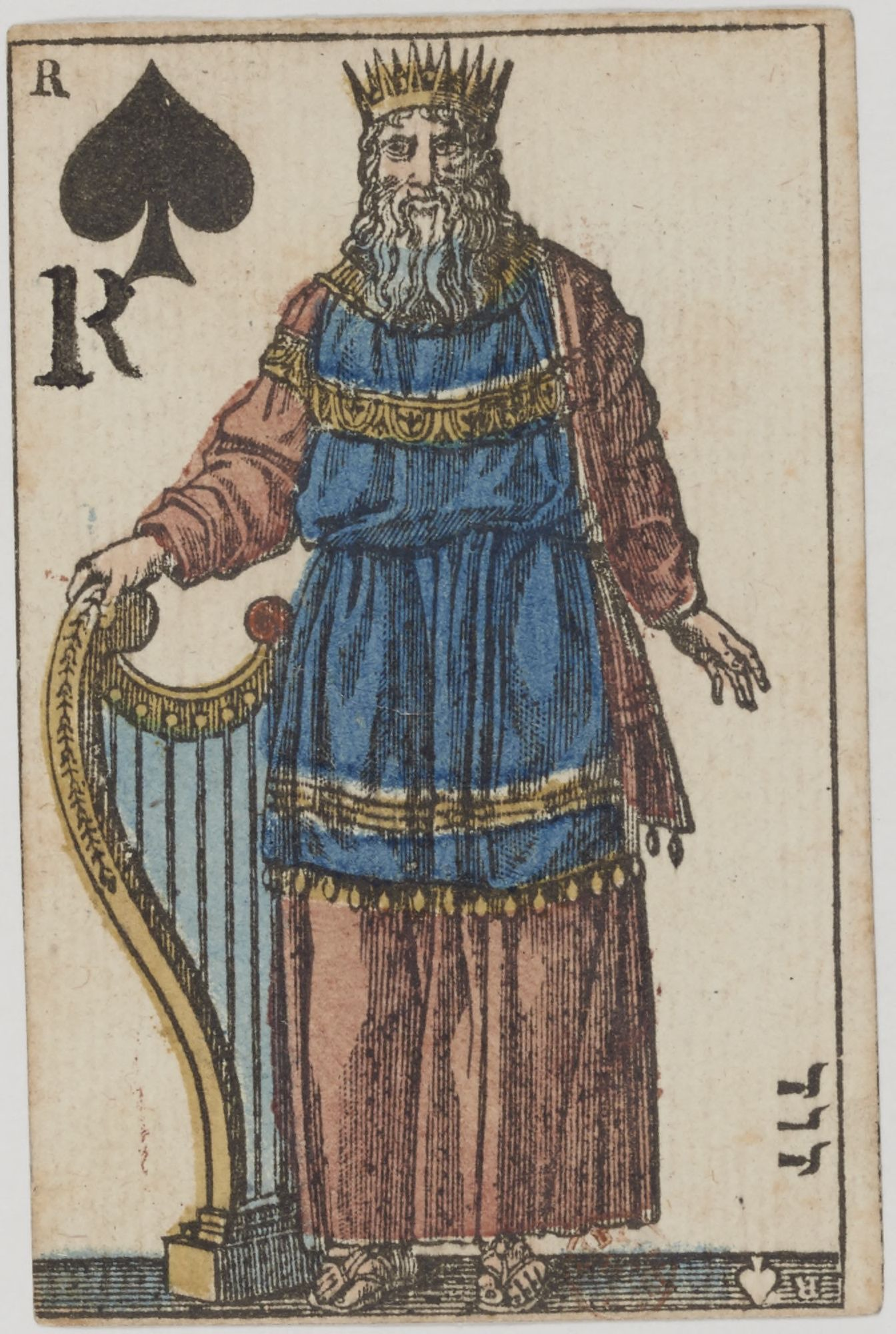
Portrait français officiel, 1810, d'après un dessin de Jacques-Louis David
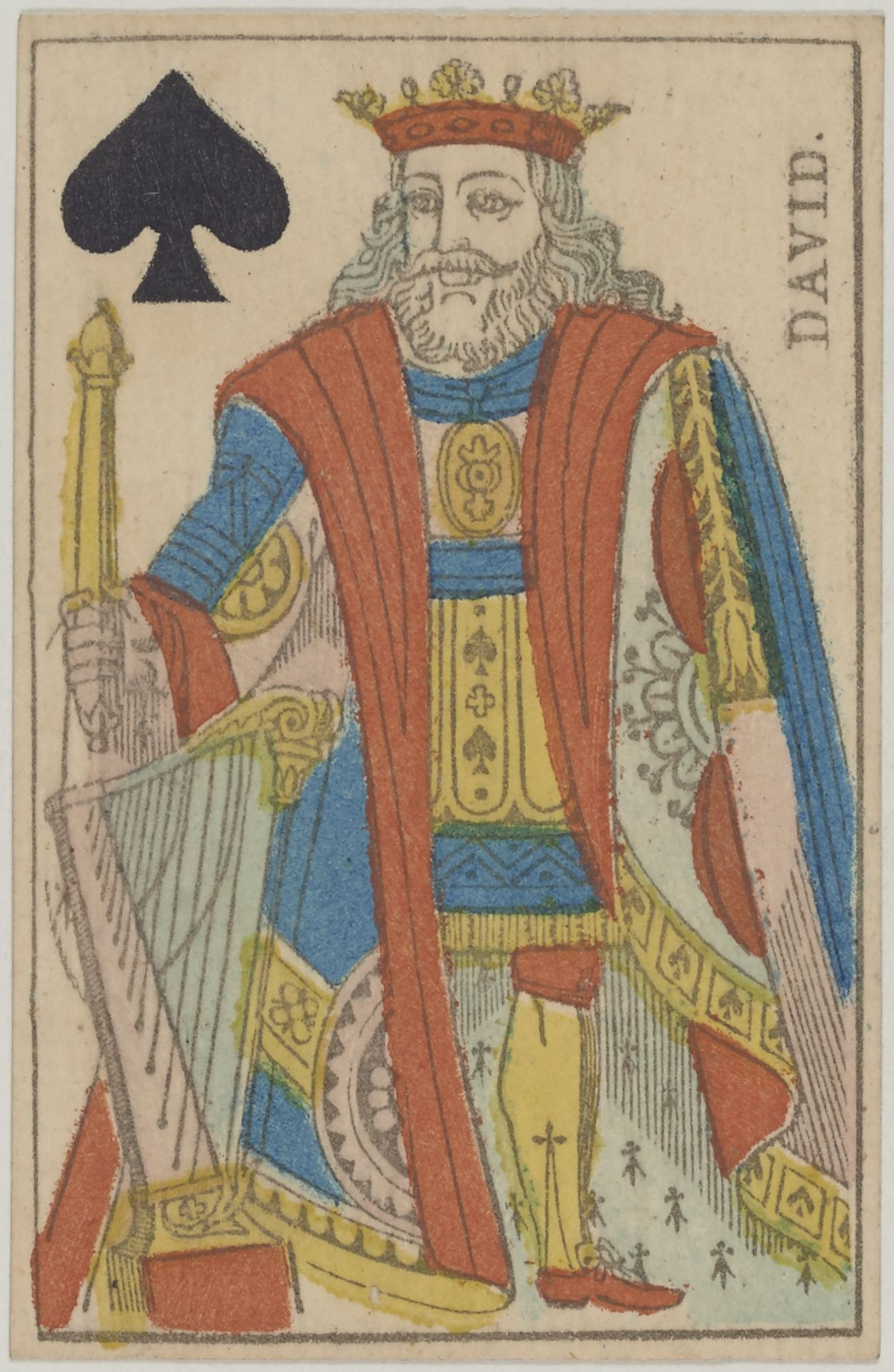
Portrait français officiel, 1816
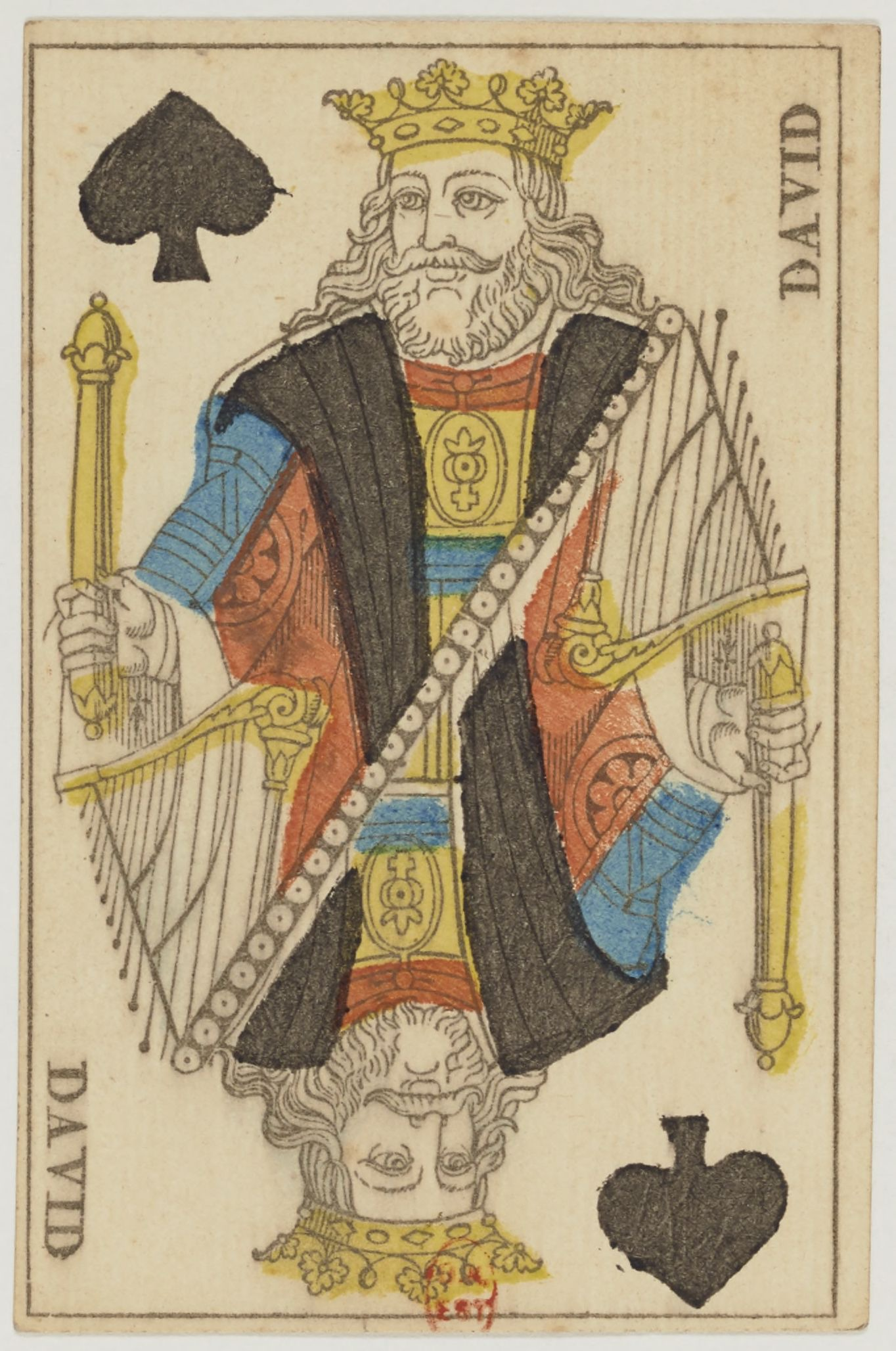
Portrait français officiel, 1827
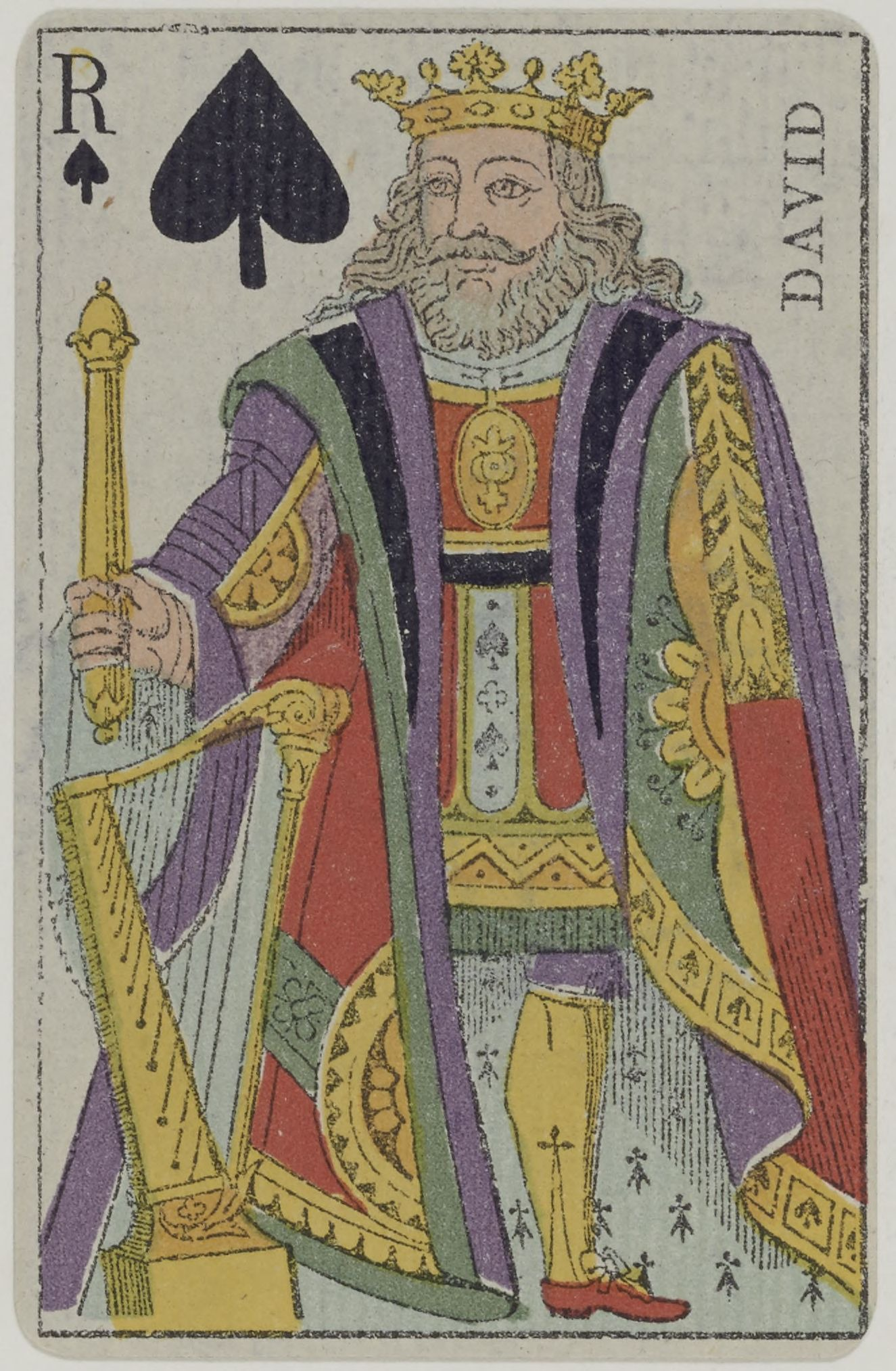
Portrait français officiel, 1850
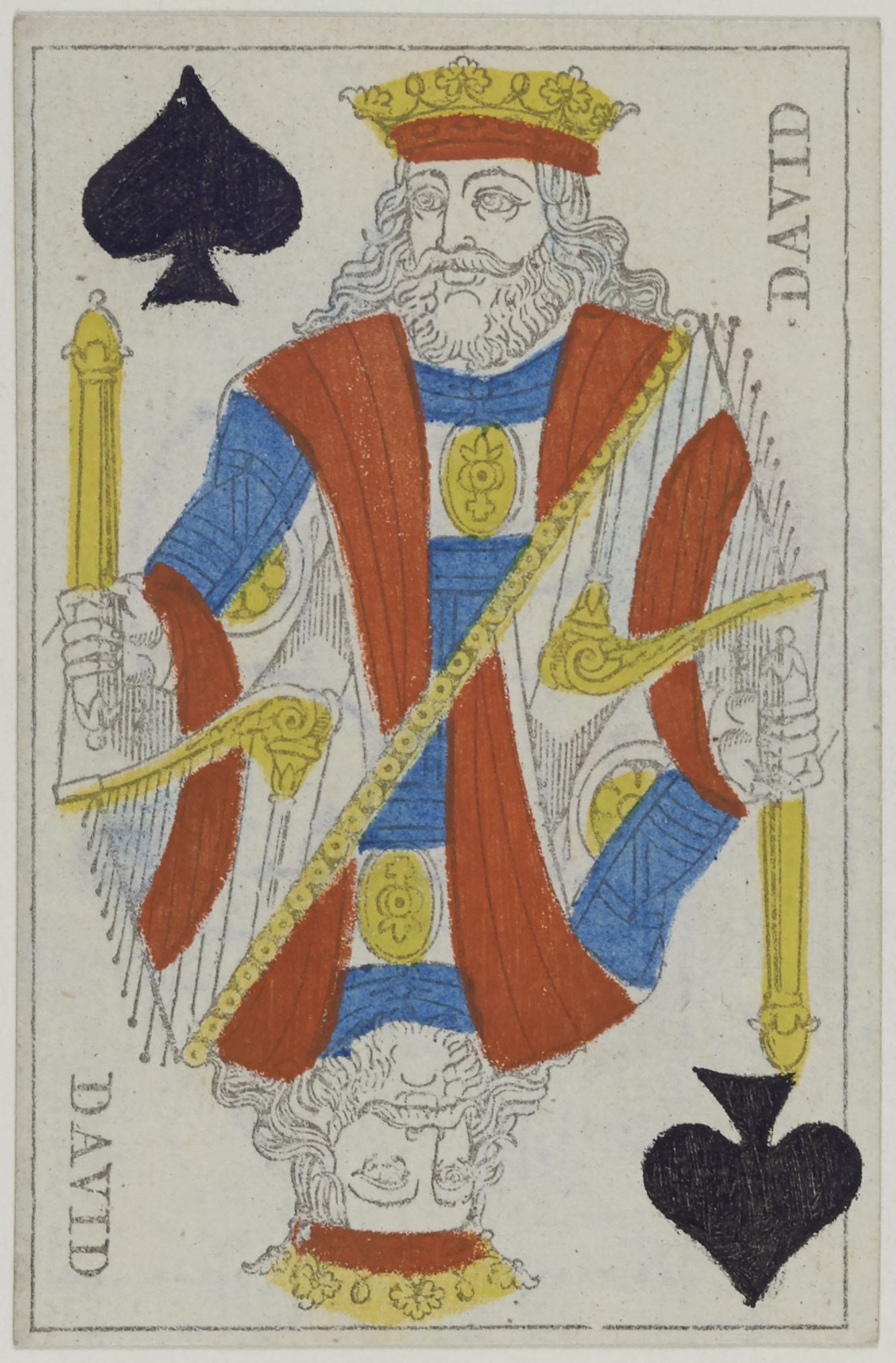
Portrait français officiel, 1853
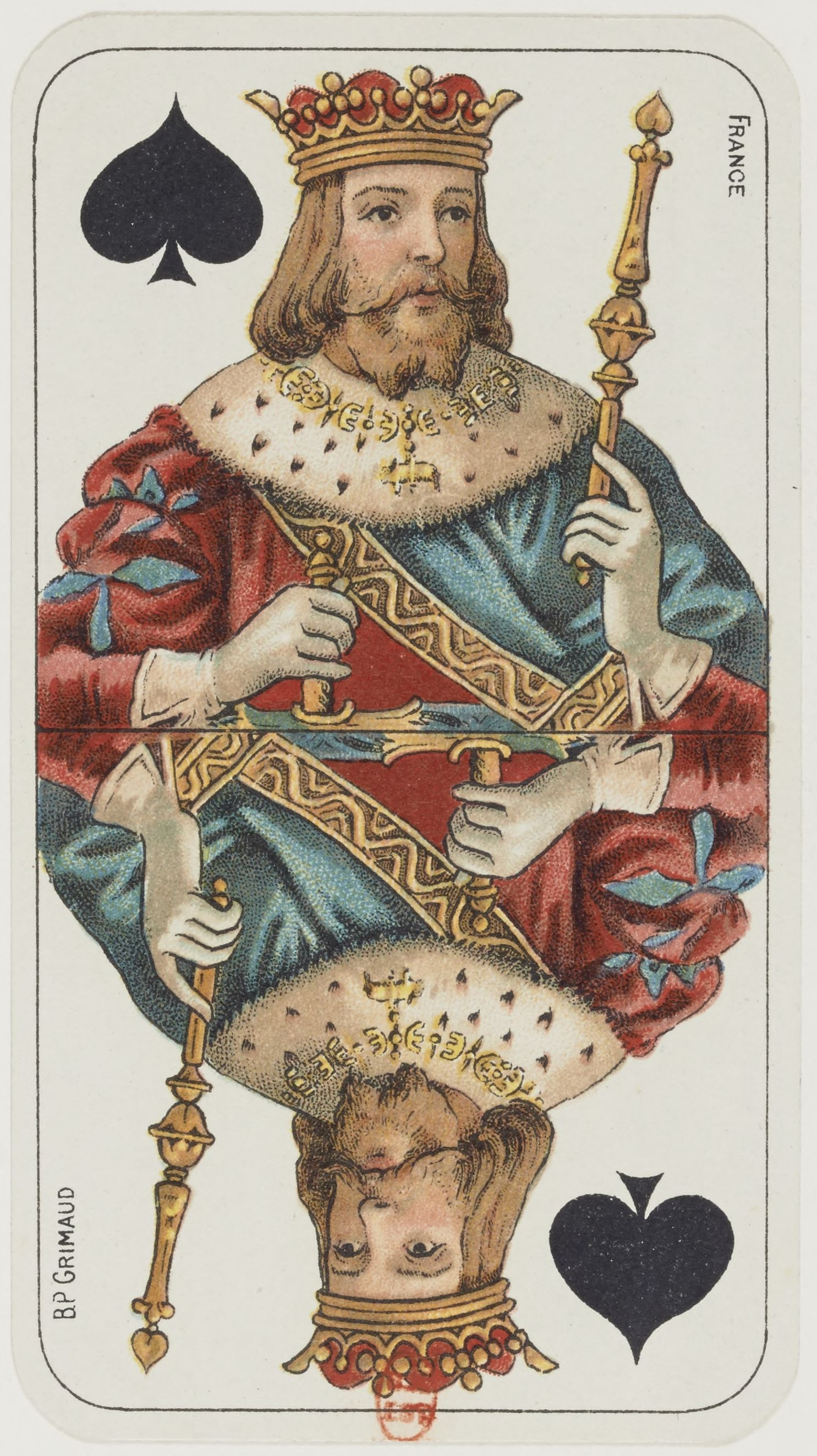
Tarot nouveau, 1898

## Informatique
Le roi de pique fait l'objet d'un codage dédiée dans le standard Unicode : U+1F0AE, « 🂮 » (cartes à jouer) ; ce caractère sert également pour le roi d'épée.